# Lista de parques estaduais do Missouri
Lista de parques estaduais do Missouri, Estados Unidos.
- Arrow Rock State Historic Site
- Babler State Park
- Sam A. Baker State Park
- Battle of Athens State Historic Site
- Battle of Carthage State Historic Site
- Battle of Lexington State Historic Site
- Bennett Spring State Park
- Thomas Hart Benton Home and Studio State Historic Site
- Big Lake State Park
- Big Oak Tree State Park
- Big Sugar Creek State Park
- Bollinger Mill State Historic Site
- Nathan Boone Homestead State Historic Site
- Boone's Lick State Historic Site
- Bothwell Lodge State Historic Site
- Castlewood State Park
- Clark's Hill/Norton State Historic Site
- Confederate Memorial State Historic Site
- Crowder State Park
- Cuivre River State Park
- Deutschheim State Historic Site
- Dillard Mill State Historic Site
- Gov. Daniel Dunklin's Grave State Historic Site
- Elephant Rocks State Park
- Felix Vallé House State Historic Site
- Finger Lakes State Park
- First Missouri State Capitol State Historic Site
- Fort Davidson State Historic Site
- Gen. John J. Pershing Boyhood Home State Historic Site
- Graham Cave State Park
- Grand Gulf State Park
- Ha Ha Tonka State Park
- Harry S Truman Birthplace State Historic Site
- Harry S Truman State Park
- Hawn State Park
- Hunter-Dawson State Historic Site
- Iliniwek Village State Historic Site
- Jefferson Landing State Historic Site
- Jewell Cemetery State Historic Site
- Johnson's Shut-Ins State Park
- Jones-Confluence Point State Park
- Katy Trail State Park
- Knob Noster State Park
- Lake of the Ozarks State Park
- Lake Wappapello State Park
- Lewis and Clark State Park
- Locust Creek Covered Bridge State Historic Site
- Long Branch State Park
- Mark Twain Birthplace State Historic Site
- Mark Twain State Park
- Mastodon State Historic Site
- Meramec State Park
- Missouri Mines State Historic Site
- Missouri State Capitol
- Missouri State Museum
- Montauk State Park
- Morris State Park
- Onondaga Cave State Park
- Osage Village State Historic Site
- Pershing State Park
- Pomme de Terre State Park
- Prairie State Park
- Roaring River State Park
- Robertsville State Park
- Rock Bridge Memorial State Park
- Route 66 State Park
- Sandy Creek Covered Bridge State Historic Site
- Sappington Cemetery State Historic Site
- Scott Joplin House State Historic Site
- State Capitol Complex
- St. Francois State Park
- St. Joe State Park
- Stockton State Park
- Table Rock State Park
- Taum Sauk Mountain State Park
- Thousand Hills State Park
- Towosahgy State Historic Site
- Trail of Tears State Park
- Union Covered Bridge State Historic Site
- Van Meter State Park
- Wakonda State Park
- Wallace State Park
- Washington State Park
- Watkins Mill State Park
- Watkins Woolen Mill State Park and State Historic Site
- Weston Bend State Park